# Horizon City (Teksas)
Horizon City je grad u američkoj saveznoj državi Teksas. Prema popisu stanovništva iz 2010. u njemu je živjelo 16.735 stanovnika.